# Claude Parisot

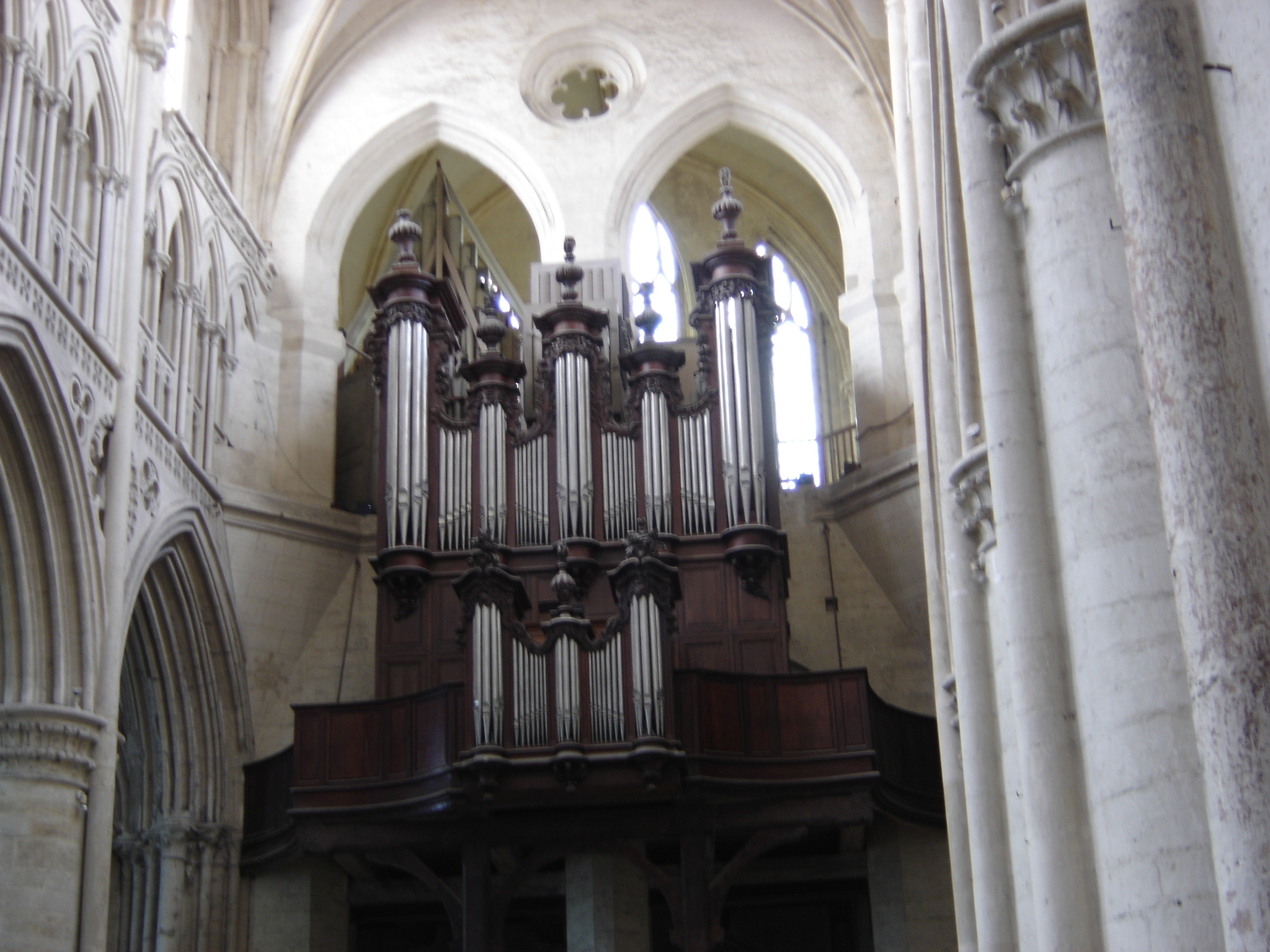
Parisot orgeln i Sées-katedralen

Claude Parisot, född omkring 1704 i Étain, död 3 mars 1784 i Étain, var en fransk orgelbyggare. 
Parisot kom från en familj av orgelbyggare. Hans brorson Henri byggde och reparerade många instrument i Basse-Normandie och Maine. Han lärde sig orgelbyggeriet av Moucherel i Lorraine och från 1727 av Louis-Alexandre och Jean-Baptiste Clicquot i Paris. 
Från 1735 byggde Parisot många orglar i norra och västra Frankrike: 
- 1736 St. Rémys kyrka, Dieppe, restaurerad och används för närvarande av École Nationale de Musique. Många inspelningar finns tillgängliga.
- 1741 premonstratensiska klostret i Mondaye (nära Bayeux )
- 1747 Notre-Dame de Guibray, Falaise
- Den premonstratensiska klostret i Séry-aux-Prés (Seine-Maritime)
- St Georges kyrka och Heliga gravens kyrka i Abbeville
- Sées katedral
- Ardenne Abbey (nära Caen )
- Jacobin kloster, Caen
- St André en Goufferns kloster (nära Falaise)